# V301T
V301T（ブイサンマルイチティー）は、東芝が製造し、ボーダフォン日本法人（現ソフトバンクモバイル）が販売していたPDC通信方式のパケット対応の携帯電話端末である。

## 特徴
J-T09の後継機種にあたり、ボーダフォンブランドの端末としては最初に発売された。
J-T09から新たに追加された機能として、使用できる時間帯や機能の利用範囲などを制限できる「リミットモード」が追加されている。この機能は後に同社のボーダフォン向け端末ではおなじみの機能となる。
Javaアプリには非対応だが、内蔵ゲームとして「スペースインベーダー」がプリセットされている。

## 歴史
- 2003年9月25日 - J-フォンからボーダフォンブランドの端末として発表。
- 2003年10月25日 - 発売開始。
- 2003年11月6日 - ボーダフォンよりプラズマレッドの追加を発表。
- 2004年2月28日 - 十字キー周辺のメッキが剥がれ、指を負傷する事象が発生したため販売中止。